# 三星活力路跑
三星活力路跑是一項由三星電子自行辦理的非競賽之休閒路跑活動。之前是三星電子為了慶祝進駐歐洲五週年而在1995年於匈牙利舉辦，當時並非正式之獨立活動，而只是五十週年慶祝紀念的一個活動。後來，因為三星電子在1996年開始成為奧運指定贊助廠商，因此這個活動也開始推展至歐洲各地與其他國家。

## 匈牙利的第一次
在1995年，為了慶祝三星電子進駐歐洲五週年，因此在匈牙利的歐洲總部舉辦此項活動，當時是在首都布達佩斯進行，設計的里程數為5公里，而且吸引了8萬人參與，成效獲得當地參與民眾的好評。

## 布拉格奧運嘉年華
在1996年首度舉辦，並成功建立國際口號「跑出健康與活力（Let's Run Together!）」後，2003年6月29日，捷克的布拉格舉行了一個特別活動「布拉格奧運嘉年華（Praha Olympic Festival）」，並且為每個參與者捐贈捷克幣50克朗（約為美金2元），作為兒童福利基金。同日晚上，三星電子也邀請了捷克的知名影星與，和韓國的周淑美（Sumi Jo）進行表演，並將韓國知名的「亂打（Nanta）廚師秀」引進布拉格。
隔天（6月30日），三星電子為了幫助兒童、老人、與退役的運動員，也贊助了當地奧會舉辦的活動，捷克總統瓦茨拉夫·克劳斯、國際奧委會主席雅克·罗格、國際奧委會運動員委員會會長（Sergey Bubka）是該項活動之貴賓。

## 北京活力路跑
在2003年7月13日，為了慶祝北京奪得2008奧運主辦權，以及成功抑制SARS疫情，中國三星電子首度贊助由北京市體育局舉辦的「北京活力路跑」，即「三星電子杯北京申奧成功兩周年萬人長跑活動」。
當天的比賽路線部分，競技組為天安門廣場→西長安街→復興門內、外大街→復興路→中華世紀壇，全長八公里，健身組為天安門廣場→廣場東側路→西長安街→西單文化廣場，全長2.5公里。
而競技組和健身組各有二千五百人與九千人報名，另外競技組也依照性別、年齡、國籍再分成少年、成年、老年、國際等組，各項競技組的冠軍，都可以獲得中國三星電子獨家提供的家電或資訊產品。
由於7月13日這天，已經被北京市政府訂為「申辦奧運成功日」，因此，自2003年起，除了每年都會有的「三星電子杯萬人長跑活動」，北京市政府也會進行各項相關的申辦奧運成功嘉年華會，並且，此項「三星電子杯長跑活動」也會在中國的其他地區響應。

## 台北三星活力路跑
| - 在台北市的第一屆，就吸引超過一萬人的跑者參與。 - 第二屆在台北，突破二萬人，仁愛路滿是參與的跑者。 |

台灣是在2005年10月16日由台北市政府與台灣三星電子引進，並首度聯合舉辦，起因是因為台灣慢跑的風氣興盛所致。
在台灣，除了三公里的路跑活動以外，現場也會進行新產品展示，並根據主題的不同，舉行不同類型的現場活動與表演，每年都會吸引上萬的群眾參與。繼2006年台灣三星電子贊助2009聽障奧運後，在台灣的第三屆，三星也捐贈了100支手機，給中華民國聽障人協會，也顯見三星對於公益事業的不遺餘力。
而由於舉辦之時間都會固定於十月的第二或第三個星期日，加上兩個月後，就會進行台北國際馬拉松比賽，因此，此項在台灣舉辦之活動，也被視為是台北國際馬拉松比賽的前哨戰，進而成為台灣區各路好手的最佳試煉場，並且，台灣三星電子與國立故宮博物院合作，邀請參與路跑活動的民眾，可以穿著官方的紀念衫，於活動當日免費參觀國立故宮博物院。
而為了與國際通用之官方標誌進行區別，台灣三星電子也做了一個獨有的三色標誌，藍色代表三星電子官方的顏色，黃色代表家庭的和諧，紅色代表熱情與進取。
2009年10月18日於臺北市政府廣場再度舉辦，主題為環保愛綠許未來 優質好禮樂開懷。

## 已舉辦國家或地區
- 美洲：美國
- 歐洲：波蘭、捷克、匈牙利、斯洛文尼亞、保加利亞、羅馬尼亞、克羅埃西亞、波斯尼亞、塞爾維亞、阿爾巴尼亞、馬其頓共和國、俄羅斯
- 亞洲：中國、中國香港、印度、泰國、台灣、阿拉伯聯合大公國
- 大洋洲：澳大利亞

## 歷史發展

### 2000年以前（1996年─2000年）
在1996年第一次辦理時，冠上國際通用口號「跑出健康與活力」，中歐地區的羅馬尼亞、捷克、波蘭等大國共十個城市首度在匈牙利之後辦理此項活動，當年共有20萬人參與；次年（1997年），共有39個歐洲的城市，25萬人以上參與這項盛會。
之後，為了激起歐洲民眾對於「巴爾幹危機」的意識，因此，在1998年時，活動口號特別改成「跑出歐洲的和平與團結（Let's Run Together for Peace and Unity in Europe）」，歐洲36個城市順利辦理此項活動，並吸引23萬人以上的參與。而亞洲地區的印度新德里、中國北京、泰國曼谷也首度加入這項活動的行列，並在當年吸引3.5萬人以上的參與者。
接著，為了幫助「雪梨奧運澳洲國家代表隊」的選手培訓，三星電子在1999年選在澳洲雪梨進行，並且捐贈三萬元澳幣給當地的代表隊，作為培訓經費；同年5月22日，為了迎接千禧年，三星電子俄羅斯研發中心在俄羅斯的麻雀山（Vorobyovy Hills）與莫斯科州立大學附近舉行，主題為「跑向千禧年（Let's run together into the millennium）」；而在四個月後的9月8日，美國加州的聖地牙哥也進行了此項活動，藉以幫助參加雪梨奧運的美國選手代表隊奪得金牌。

### 2001年之後（2001年─至今）
為了進行兒童醫院慈善款的籌募所舉辦，2001年6月23日於俄羅斯聖彼得堡首度舉行此活動，吸引四萬人以上的民眾參與，甚至更在2005年起，由國際知名形象公司的承接當地活動網站的設計。
兩年後（2003年），由於國際奧林匹克委員會在捷克舉行第115屆的大型會議的關係，讓三星電子的歐洲總部在會議期間舉辦此項活動，並且為孩童進行募款；其後，中國奧運委員會為了慶祝北京奪得2008年奧運主辦權以及中國地區成功控制SARS的疫情，三星電子與2008年北京奧運籌備委員會聯合舉辦此活動，名稱為「北京活力路跑」。
2004年起，中東的阿拉伯聯合大公國（即「阿聯酋」）的杜拜加入舉辦行列，由阿聯酋奧運委員會（United Arab Emirates National Olympic Committee）、阿聯酋田徑協會（United Arab Emirates Athletics Federation）、阿聯酋紅十字組織（United Arab Emirates Red Crescent）聯合辦理，並設置競賽組；最終，摩洛哥的以及捷克的分別以32分1秒與39分38秒，獲得男子與女子組的冠軍。
2005年10月16日，台灣首度引進此項活動，並由台北市政府主辦，中華民國路跑協會承辦，共吸引一萬人以上的參與，路線與台北市舒跑盃路跑賽的休閒組相同。但在台灣引進此項活動的兩週前，希臘首度播出三星活力路跑的廣告，並在2006年首度入圍當地的，該廣告的導演是當地廣告公司的。
香港則是在2007年開始，隨著三星電子開始贊助香港當地知名的「奧運歡樂跑」，而加入此活動之行列，地點則是固定在灣仔運動場進行，也意外地將路跑活動，與奧運主題相結合。

## 資料來源
1. （英文）. Samsung Running Festival.   [2007年1月27日]. （原始内容存档于2007-09-30）.
2. （英文）. Samsung Running Festival.   [2007年1月27日]. （原始内容存档于2007-09-30）.
3. （英文）. Samsung Running Festival.   [2007年1月27日]. （原始内容存档于2007-09-30）.
4. . Samsung Running Festival.   [2007年1月27日]. （原始内容存档于2007-09-30）.
5. （英文）. Samsung Running Festival.   [2007年1月27日]. （原始内容存档于2007-09-30）.
6. （简体中文）北京青年報. . 綜合體育 (新華社). 2003年7月11日  [2007年1月28日]. （原始内容存档于2007年10月6日）.
7. （简体中文）亢雪松. . 綜合體育 (北京晨報). 2003年7月4日  [2007年1月28日]. （原始内容存档于2007年9月28日）.
8. （繁體中文）. 三星活動.   [2007年1月27日]. （原始内容存档于2006年11月30日）.
9. （英文）.   [2007年1月27日]. （原始内容存档于2007年2月13日）.
10. （英文）. 2004年12月17日  [2007年1月28日]. （原始内容存档于2007年9月30日）.
11. （英文）. 2005年6月29日  [2007年1月27日]. （原始内容存档于2006年10月21日）.
12. （英文）（希腊文）. Ermis Awards 2006.   [2007年1月27日]. （原始内容存档于2007年10月8日）.
13. （繁體中文） (新闻稿). 中國香港體育協會暨奧林匹克委員會. 2008年6月22日  [2008年9月2日]. （原始内容存档于2008年8月29日）.

## 外部連結
- Samsung "We Love Sports" 官方網站（英文）